# Jozef Podhorec
Jozef Podhorec (27. července 1923 Nové Zámky – 27. ledna 2005) byl slovenský fotbalista a trenér.

## Hráčská kariéra
Začínal v rodných Nových Zámcích, odkud roku 1943 přestoupil do Hlohovce, v jehož dresu hrál druhou nejvyšší československou soutěž v sezoně 1945/46. Poté přestoupil do Trnavy, které v sezoně 1946/47 pomohl vybojovat postup zpět mezi československou elitu. V československé lize hrál za TŠS Trnava (dobový název Spartaku) a ATK Praha (dobový název Dukly), aniž by skóroval. Po ukončení ZVS se z Prahy vrátil do Nových Zámků, kde strávil zbytek své hráčské kariéry.

### Prvoligová bilance
| Ročník             | Zápasy | Góly | Minuty | Klub       |
| ------------------ | ------ | ---- | ------ | ---------- |
| I. liga 1947/48    | –      | 0    | –      | TŠS Trnava |
| I. liga 1948       | 8      | 0    | 720    | ATK Praha  |
| I. liga 1949       | –      | 0    | –      | ATK Praha  |
| CELKEM I. ČS. LIGA | 37     | 0    | –      |            |

## Trenérská kariéra
Jako trenér vedl Nové Zámky, Šurany, Bánov, Tlmače, Zlaté Moravce a Kolárovo.